# Karl Schell

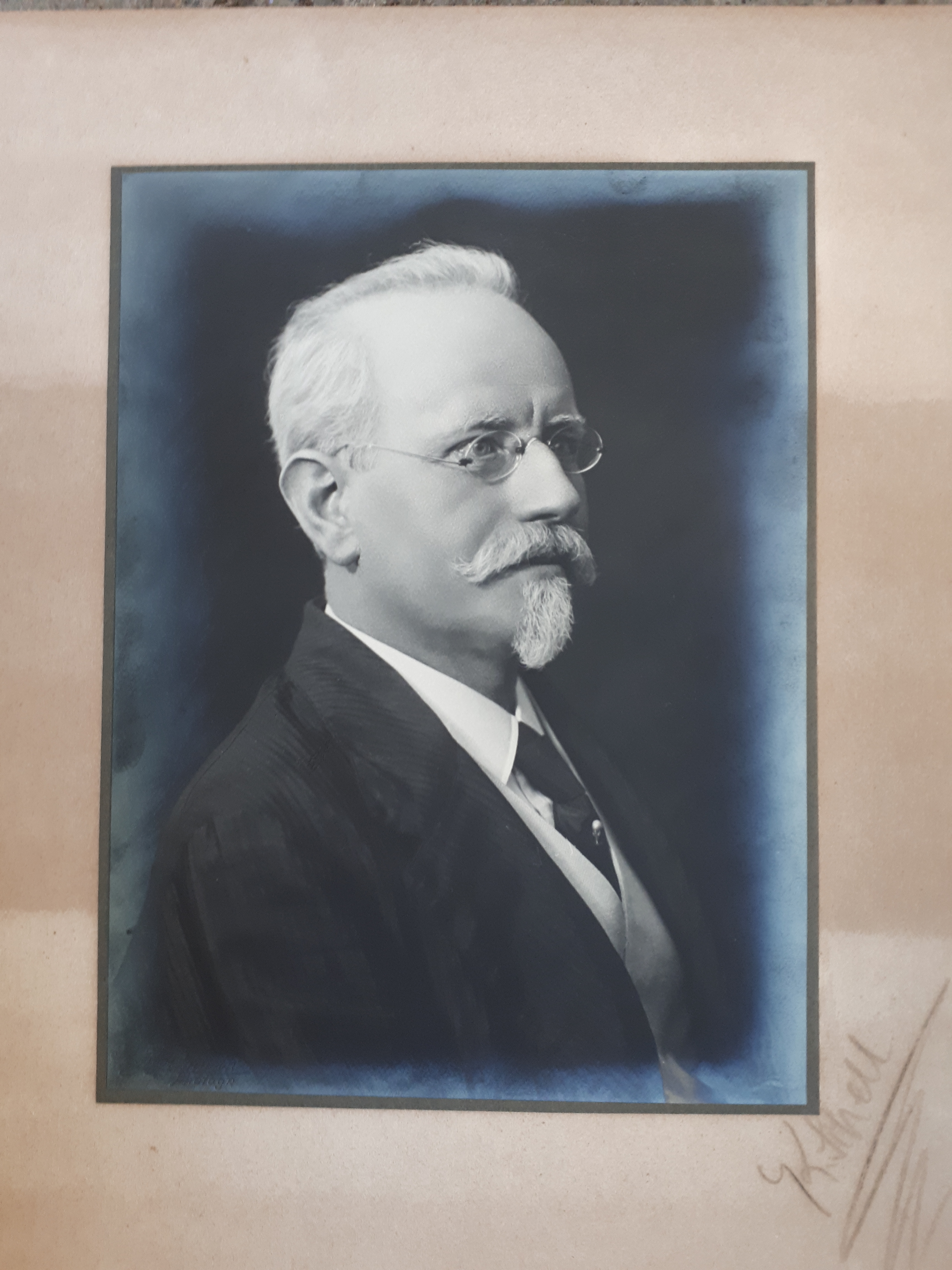
Karl Schell

Karl Schell (Freiburg im Breisgau, 26 januari 1864 – Bazel, 11 april 1936) was een Zwitsers componist, dirigent en organist.

## Levensloop
Schell was sinds 1886 in Bazel als dirigent van harmonie- en fanfareorkesten alsook van koren en vooral als organist werkzaam. Hij was vele jaren dirigent van de bekende Stadtmusik Basel, die toen nog Basler Musikverein hete, en heeft het muzikaal niveau gevormd. 
Als componist schreef hij werken voor koor en harmonie- en fanfareorkest. Voor de Basler Fasnet (carnaval) heeft hij talrijke werken gecomponeerd en bewerkt. Hij richtte in Bazel een eigen muziekuitgave op, die naast zijn werken ook werken van andere componisten publiceerde.

## Composities

### Werken voor harmonieorkest
- 1909 Festliches Vorspiel zu einer patriotischen Feier
- 1909 Hie Basel, hie Schweizerboden!
- 1927 Im Hochwald, ouverture
- 1931 Grotta azzura, ouverture
- 1931 Präludium und Scherzo, op. 36a
- An Mozart, ouverture
- Basler Feschtspiel-Märsche
- Der Grenze zu
- Glopfgaischt
- Mein Schweizerland, wie lieb ich dich!, fantasie
- Morgenstraich
- Sieg, ouverture

### Werken voor koor
- 1898 Drie mannenkoren, op. 15
- Lieder unserer Heimat!, 106 Zwitserse liederen

- Gemeinsame Normdatei: 134901495
- Virtual International Authority File: 79845221
- WorldCat: E39PBJgXgk9tVPbkyQbWjpp9Dq